# Bahnstrecke Orbe–Chavornay
| Die Bahnstrecke dient primär dem Güterverkehr. Am 4/4 705 la Relève in Chavornay, 2024. |                      |                         |                     |
| |                      |                         |                     |
| Streckennummer (BAV): | 211                  |                         |                     |
| Fahrplanfeld: | 211                  |                         |                     |
| Streckenlänge: | 3,898 km             |                         |                     |
| Spurweite: | 1435 mm (Normalspur) |                         |                     |
| Stromsystem: | 700 Volt =           |                         |                     |
| Maximale Neigung: | 30 ‰                 |                         |                     |
| |                      |                         |                     |
| \| \| \| von Lausanne \| \| \| \| 0,000 \| Chavornay (Keilbahnhof) \| 447 m ü. M. \| \| \| \| nach Biel/Bienne \| \| \| \| \| Canal d’Entreroches \| \| \| \| \| Talent \| \| \| \| \| Nozon \| \| \| \| 2,50 \| Les Granges (Orbe) \| 445 m ü. M. \| \| \| \| Remise \| \| \| \| 3,50 \| St-Eloi \| 470 m ü. M. \| \| \| \| Orbe \| \| \| \| \| Grand Pont (9 m) \| \| \| \| 3,898 \| Orbe \| 473 m ü. M. \| \| \| \| Depot und Werkstätte \| \| |                      |                         |                     |
| Strecke |                      | von Lausanne            | von Lausanne        |
| Bahnhof | 0,000                | Chavornay (Keilbahnhof) | 447 m ü. M.         |
| Abzweig geradeaus und nach rechts |                      | nach Biel/Bienne        | nach Biel/Bienne    |
| Brücke über Wasserlauf |                      | Canal d’Entreroches     | Canal d’Entreroches |
| Brücke über Wasserlauf |                      | Talent                  | Talent              |
| Brücke über Wasserlauf |                      | Nozon                   | Nozon               |
| Bahnhof | 2,50                 | Les Granges (Orbe)      | 445 m ü. M.         |
| Strecke |                      | Remise                  | Remise              |
| Haltepunkt / Haltestelle | 3,50                 | St-Eloi                 | 470 m ü. M.         |
| Brücke über Wasserlauf |                      | Orbe                    | Orbe                |
| Tunnel |                      | Grand Pont (9 m)        | Grand Pont (9 m)    |
| Kopfbahnhof Streckenende | 3,898                | Orbe                    | 473 m ü. M.         |
| |                      | Depot und Werkstätte    |                     |

Die Bahnstrecke Orbe–Chavornay des Verkehrsunternehmens Travys (Transports Vallée de Joux–Yverdon-les-Bains–Ste-Croix) ist eine normalspurige Eisenbahnstrecke in der Schweiz die umgangssprachlich auch als Ottawa–Chicago bezeichnet wird. Bei Eröffnung im Jahr 1894 war sie die erste elektrisch betriebene Normalspurbahn des Landes und gehörte ursprünglich den Usines de l’Orbe (UO). Diese betrieben die Strecke fast 100 Jahre unter eigenem Namen und auf eigene Rechnung, 1992 lagerten sie das Eisenbahngeschäft in die neu gegründete Tochtergesellschaft Orbe–Chavornay-Bahn (OC) französisch: Chemin de fer Orbe–Chavornay aus. Im Jahr 2008 wurde die OC durch Fusion in das Unternehmen Travys integriert und aufgelöst.

## Geschichte
Ab 7. Mai 1855 fuhren die ersten Züge der Compagnie de l’Ouest Suisse von Bussigny-près-Lausanne nach Yverdon durch die Orbe-Ebene und hielten in Chavornay. Der etwa vier Kilometer abseits von Chavornay gelegene Bezirkshauptort Orbe aber hatte keinen Eisenbahnanschluss. Als sich dort die Industrie mit Mühlen und einer Nestlé-Fabrik vergrösserte, musste ein geeigneter Anschluss gefunden werden.

### Usines de l’Orbe
Die Usines de l’Orbe waren ein vom 5. Februar 1892 bis zum 25. Mai 2012 bestehendes Unternehmen zur Elektrizitätserzeugung mit Wasserkraftwerken am Fluss Orbe, im Raum Orbe. Die Firma wurde durch die VOé production in Vallorbe übernommen, womit die Wasserkraftwerke im Raum Orbe–Vallorbe am Fluss Orbe in ein Unternehmen zusammengefasst wurden.

### Chemin de fer Orbe–Chavornay bis 2008
Am 17. April 1894 wurde die Stichbahn von Orbe nach Chavornay eröffnet. Da das Trassee vor dem Endbahnhof Orbe auf kurzer Distanz mit 30 Promille ansteigt, und der Eigentümer selbst Strom erzeugte, wurde die elektrische Traktion gewählt. Man wählte Gleichspannung mit 600, später 700 Volt. Die anfänglich vorhandenen zwei Triebwagen Ce 2/2 und CFe 2/2 sowie der Gütertriebwagen Fe 2/2 bezogen ihren Strom zunächst mit Rollenstromabnehmern von der Fahrleitung, und ihre zwei Motoren leisteten 70 Pferdestärken (51,5 kW). Der Personenverkehr war bescheiden, aber der starke Güterverkehr verlangte bald noch stärkere Triebfahrzeuge. 1902 beschaffte man daher einen doppelt so leistungsfähigen Gütertriebwagen, den Fe 2/2 32.
Am 1. Juni 2003 übernahm Travys die Geschäftsleitung und in der Folge die Aktien von den Usines de l’Orbe. Von diesen wird auch der Bahnstrom bezogen. Im Jahr 2008 wurde die Gesellschaft durch Fusion vollständig in das Unternehmen integriert.

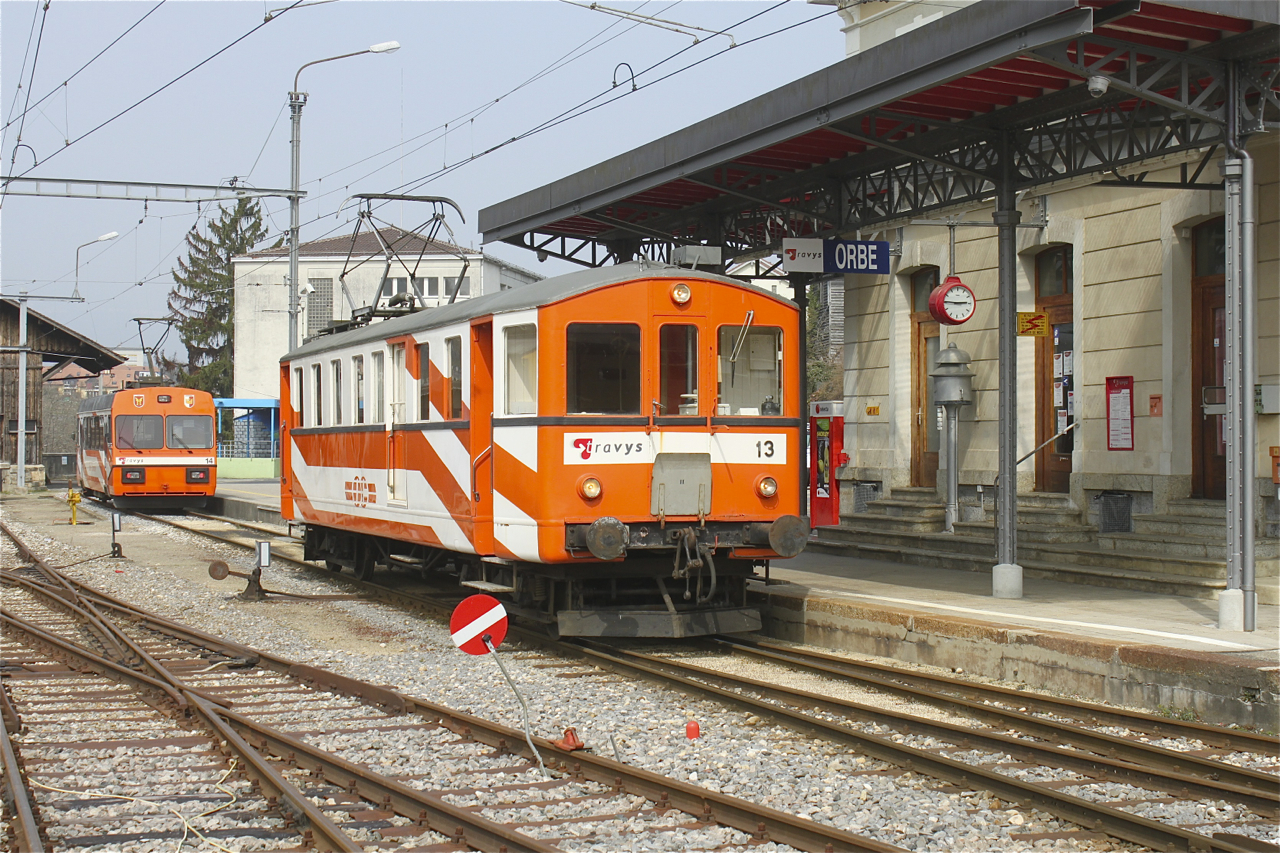
Bahnhof Orbe mit BDe 4/4 13 (vorn), seit 2017 bei der Buckower Kleinbahn im Einsatz
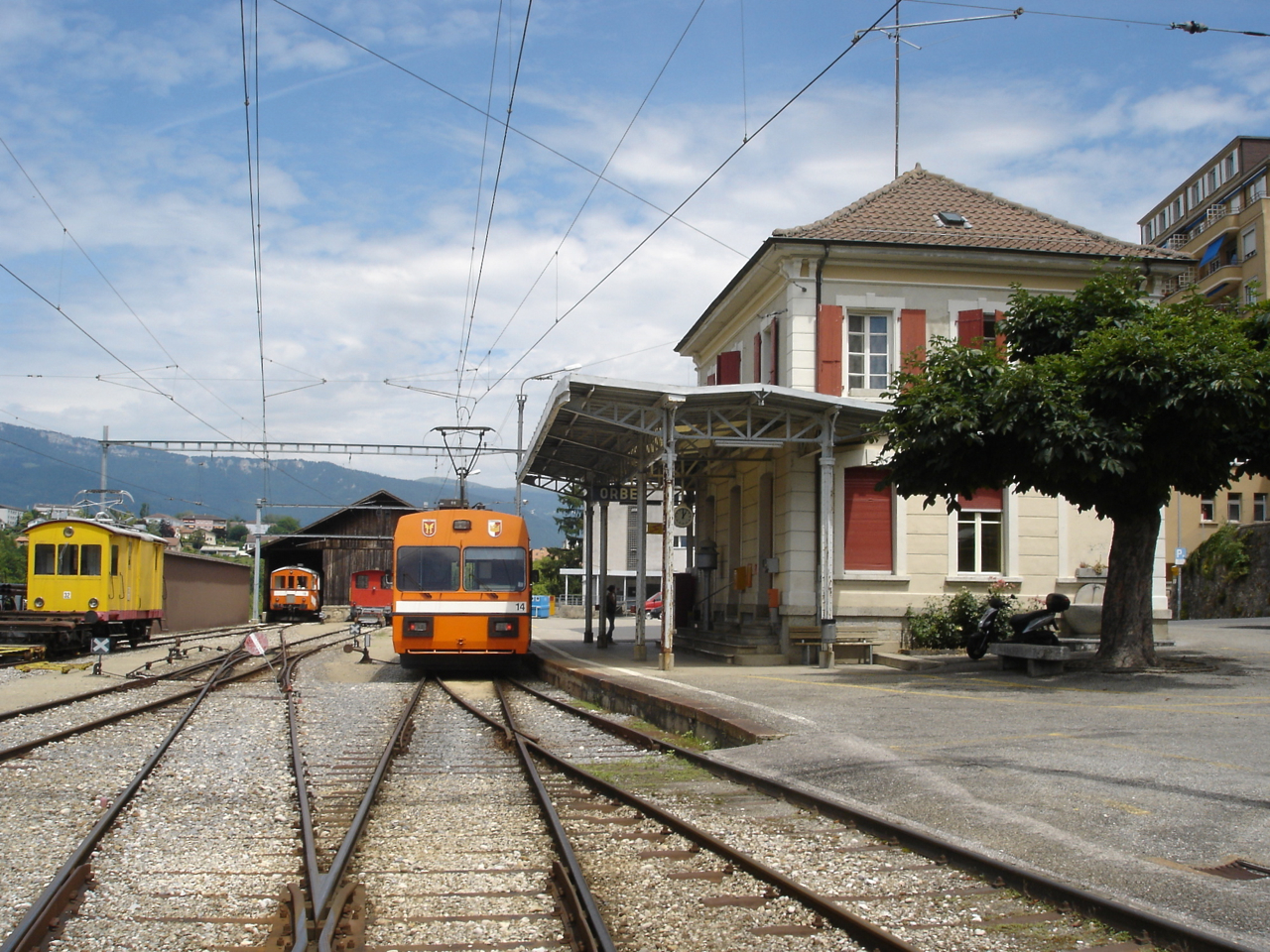
Bahnhof Orbe mit Triebwagen Be 2/2 14 am Hausbahnsteig, 2008
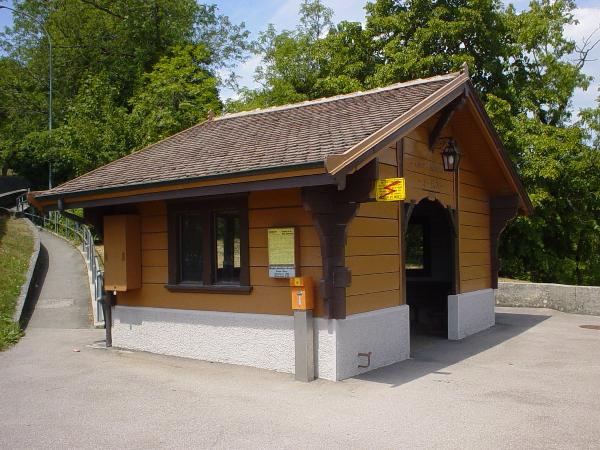
Haltestelle St-Eloi, 2003

### Travys ab 2008

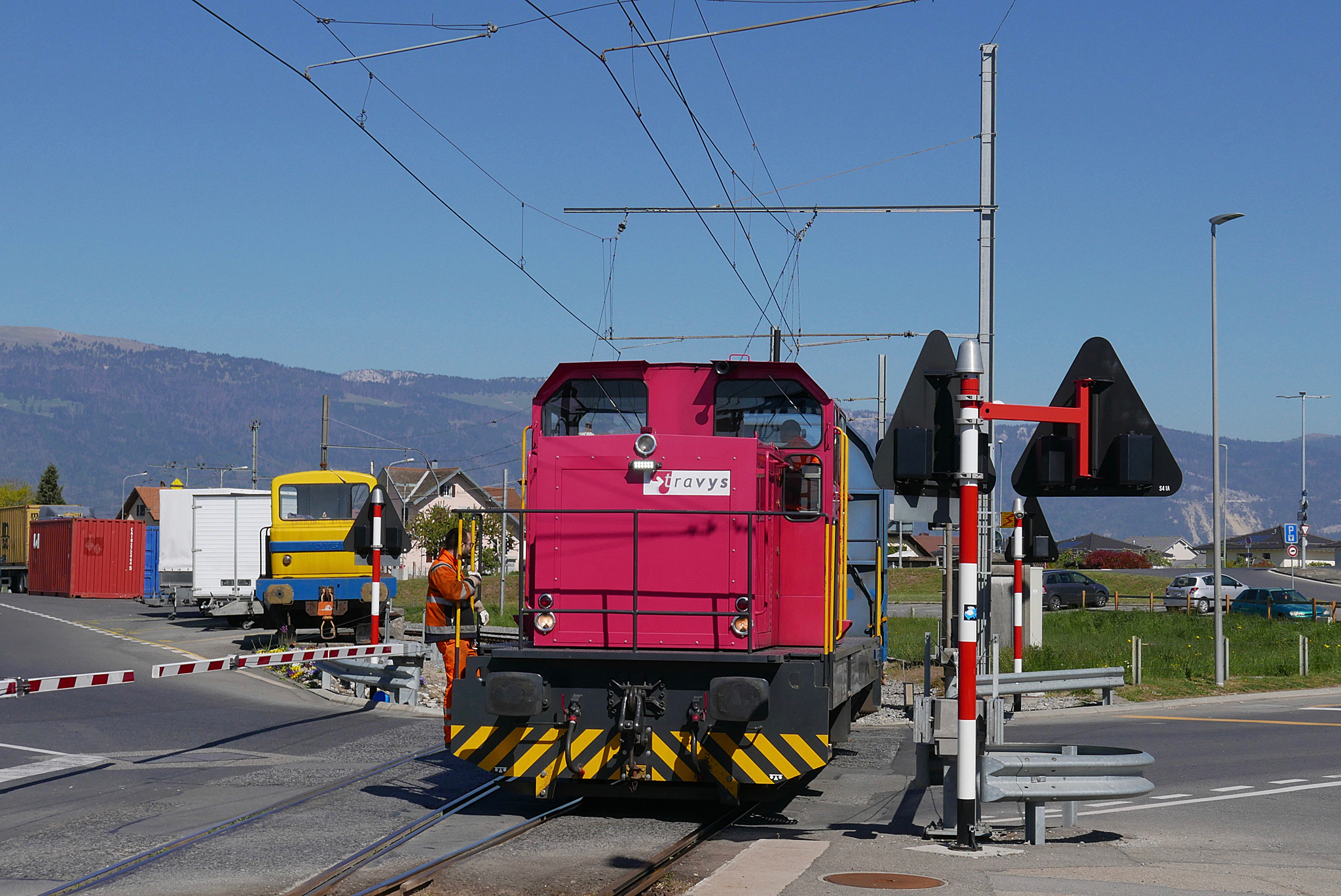
Travys Em 3/3 3 vor Güterzug in Chavornay und PESA-Rangiertraktor im Hintergrund, 2017

Der einzige noch vorhandene Personentriebwagen, der Be 2/2, erlitt 2021 einen Schaden und konnte nicht mehr eingesetzt werden. Seit Juli 2022 wickelt Travys den Personenverkehr mit zwei von der Albtal-Verkehrs-Gesellschaft übernommenen Triebwagen der Serie GT8-100C/2S ab, den Güterverkehr mit einer Elektrolokomotive und drei Diesellokomotiven.

#### Umstellung der Stromversorgung 2026
Im Jahr 2021 wollte Travys die Strecke von 700 Volt Gleichspannung auf 15 000 Volt 16,7 Hertz Wechselspannung umstellen. Das Projekt verzögerte sich jedoch durch mehrere Rekurse.
Im Zusammenhang mit der Umstellung der Stromversorgung wird die Strecke so in den Bahnhof Chavornay eingebunden, dass direkte Züge des RER Vaud von Lausanne nach Orbe im Halbstundentakt (werktags) verkehren können. Dazu wird sie auf etwa einem Kilometer neu trassiert und zweigleisig ausgebaut. Die Stationen Les Granges, St-Eloi und Orbe erhalten 110 Meter lange Perrons. Die Bauarbeiten beginnen im Sommer 2024 und dauern bis Ende 2026.

## Infrastruktur
In Orbe befinden sich ein Depot und eine Werkstätte, in Les Granges (Orbe) eine einfache Remise.

## Fahrzeuge
|  | Diese Liste ist nicht aktuell, es fehlen die aktuellen Diesellokomotiven und die kurzzeitig vorhandenen SBB Em 3/3. |

### Von der OC beziehungsweise Travys eingesetzte Fahrzeuge

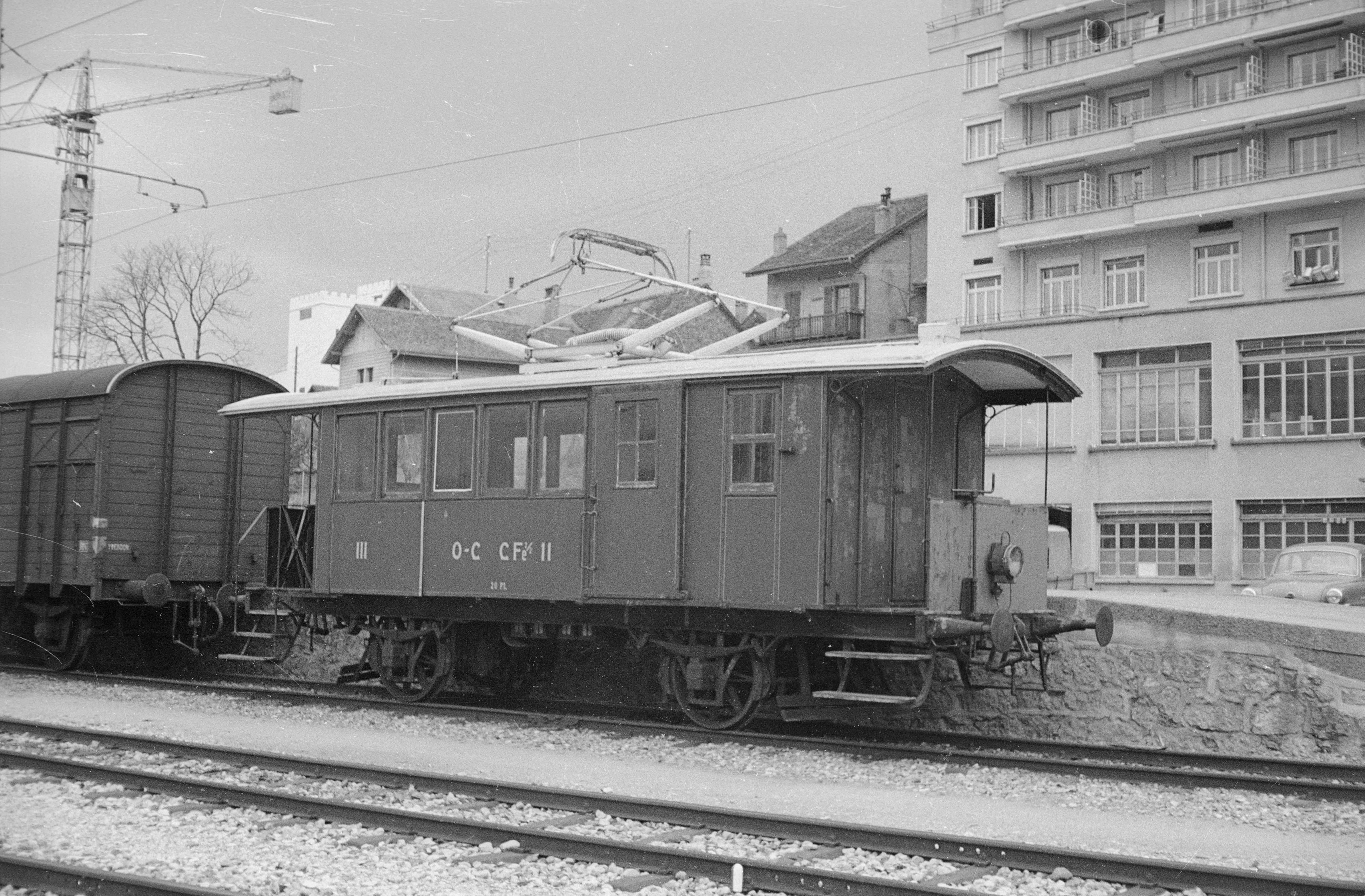
Heute in der Sammlung des VHS, CFe 2/2 11 in Orbe, 1967
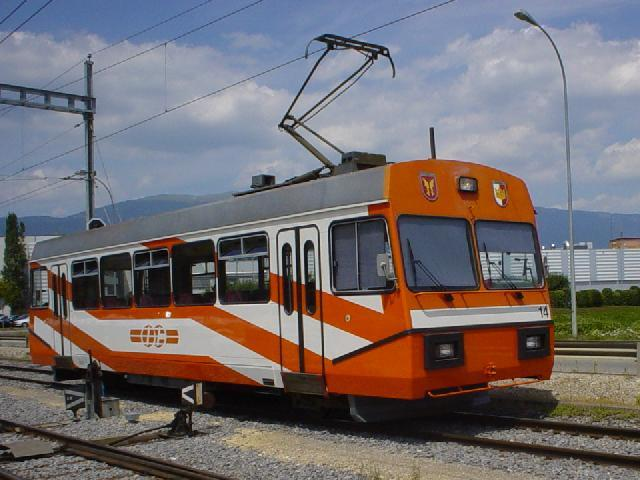
Triebwagen Be 2/2 14 in Les Granges (Orbe), 2003
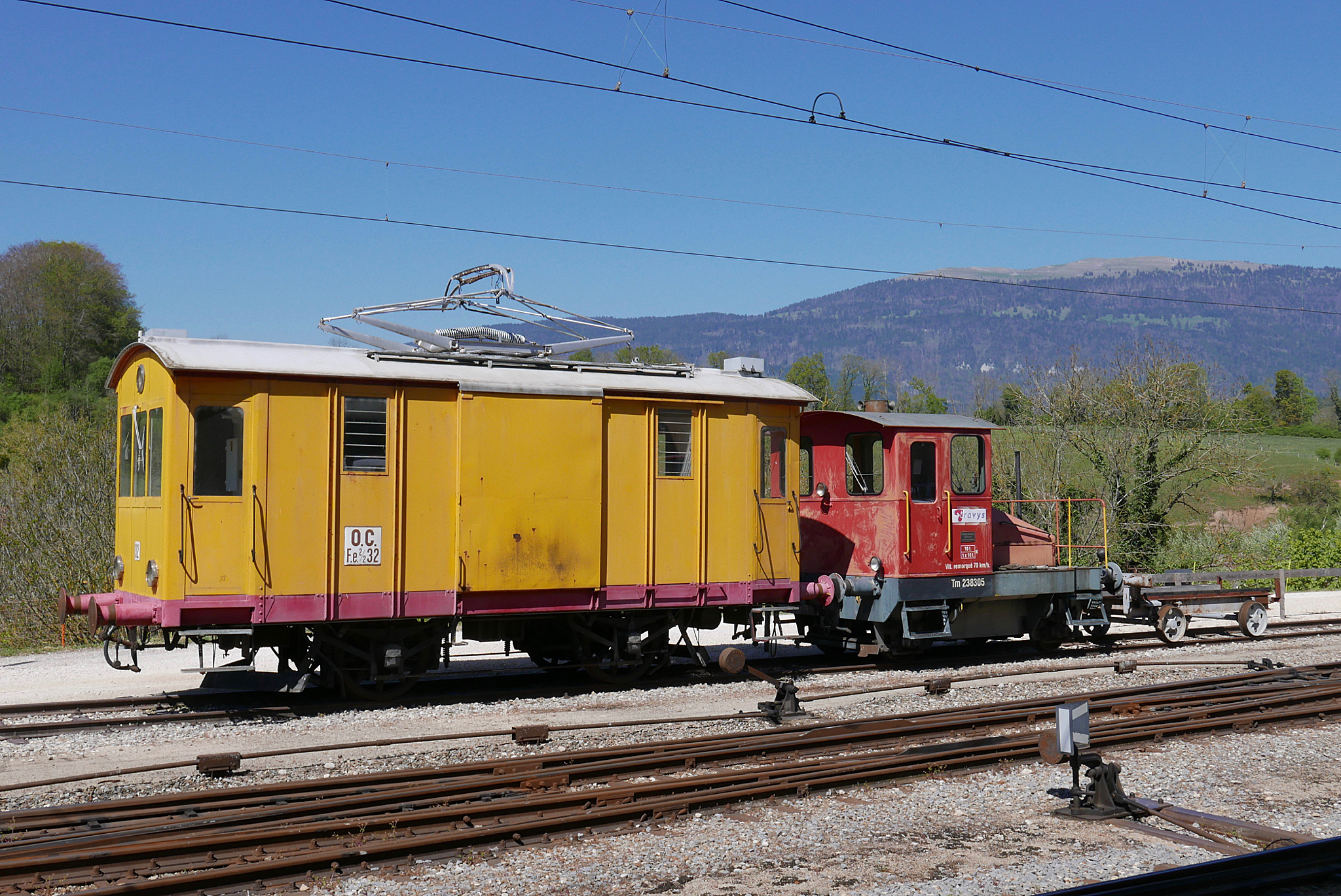
Fe 2/2 32, Tm 238 305 und X 42 im Bahnhof Orbe, 2017
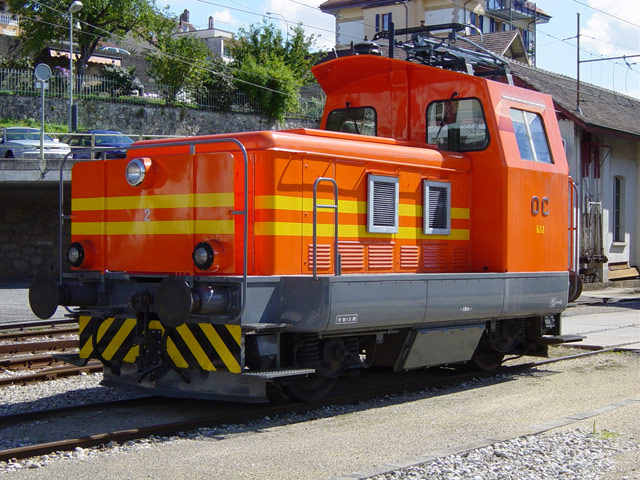
Rangierlokomotive Ee 2/2 2 im Bahnhof Orbe, 2004
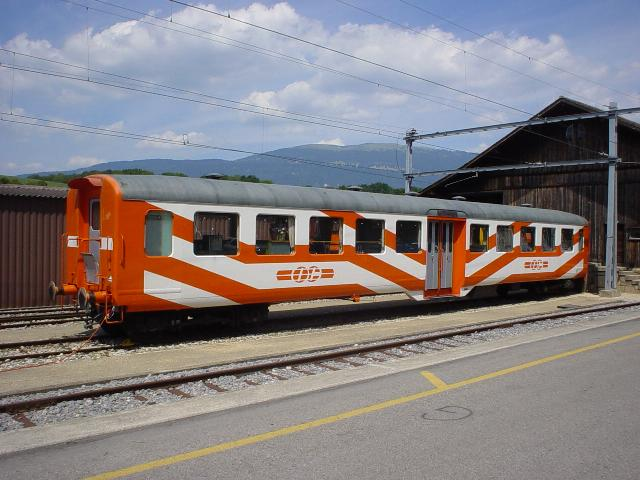
Gesellschaftswagen Br 26 in Orbe, 2003
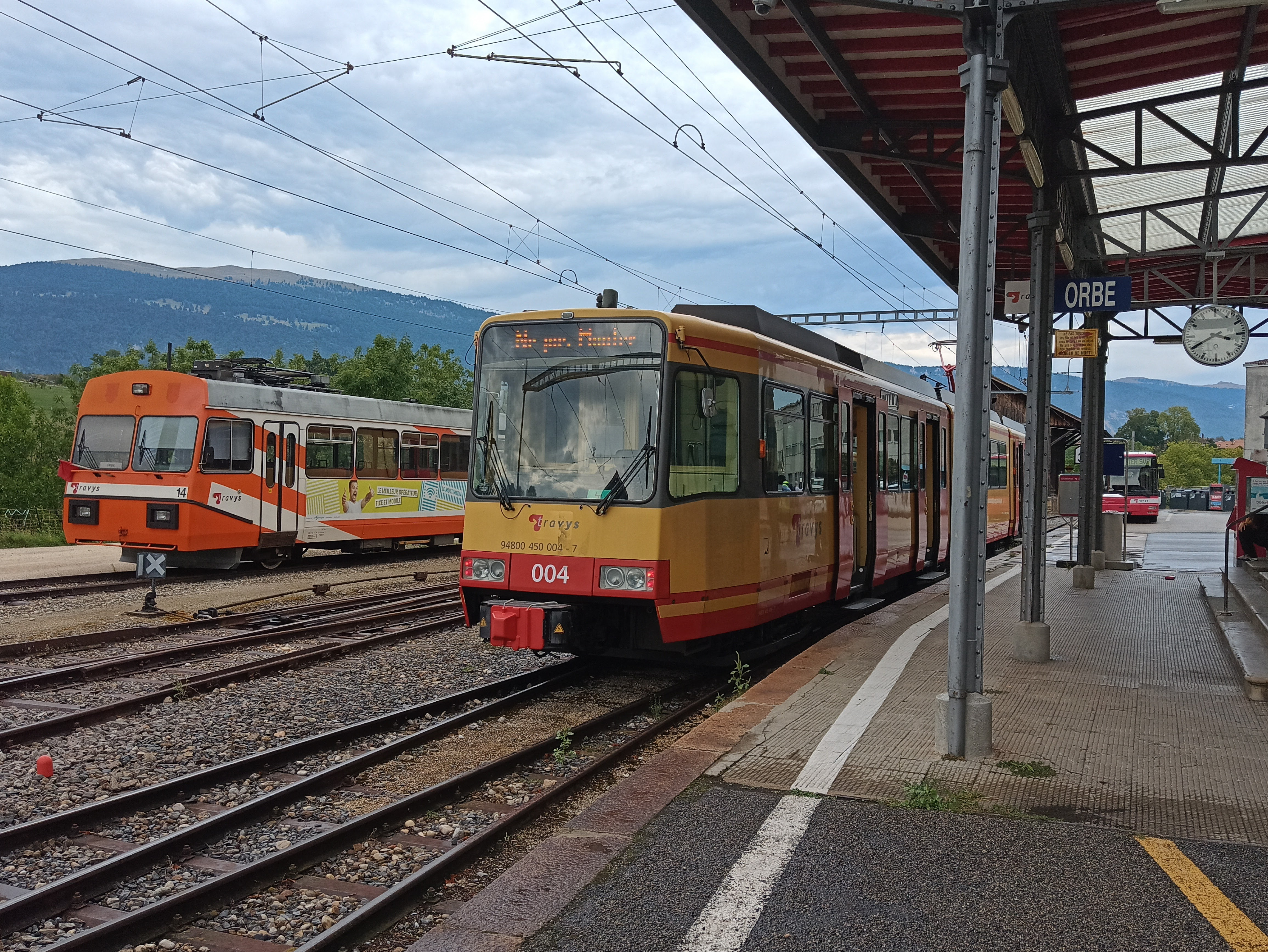
Zug des Typs GT8-100C/2S, ursprünglich von der Albtal-Verkehrs-Gesellschaft, im Bahnhof Orbe. Links der Be 2/2 14, 2022

#### Personen- sowie Personen- und Gepäcktriebwagen
- CFe 2/2 11 (1895), ehemals 1, Reserve-Rangiertriebwagen bis 1970, seit 1974 ausgestellt im Verkehrshaus, im Ursprungszustand
- BDe 4/4 12 (1915), SWS / MFO, 2002 abgebrochen
- BDe 4/4 13 (1920), SWS / MFO, 2013 an Bahnmuseum Kerzers/Kallnach, 2017 an Buckower Kleinbahn nach Brandenburg
- Be 2/2 14 (1990), Stadler / ABB (vorgesehene Nummer Be 557 614), Einzelanfertigung von Stadler, bis 2021 in Betrieb
- BDe 4/4 15 L’Orbe (1960/2006), ehemals Sihltal-Zürich-Uetliberg-Bahn BDe 576 513, ursprünglich Uetlibergbahn BDe 4/4 13
- Be 4/8 003 und 004 (1994) GT8-100C/2S, Gelenktriebwagen, 94800 450 003-9D-TVYS und 94800 450 004-7D-TVYS, 2022 von der Albtal-Verkehrs-Gesellschaft erworben (ehemals Nr. 819 und 820, bis 2019 DB Regio)[6]

#### Personenwagen
- C2 12 (1894), ehemals C 21, 1980 verkauft an Rive-Bleue Express, nach dessen Liquidation 2005 an den Verein Historische Mittel-Thurgau-Bahn (VHMThB) abgegeben
- C2 21 (1894) 1980 verkauft an Rive-Bleue Express, 2005 an Verein Historische Mittel-Thurgau-Bahn, Weiterverkauf an Privat, abgestellt seit ca. 2014 im Locorama Romanshorn, desolater Zustand
- C2 22 und C2 23 (1895/1862), ehemals SBB A 251 und 253, ehemals Jura-Simplon-Bahn A 11 und 13, 1958 abgebrochen
- C2 24 (Umbau 1918), ehemals Ce 2/2 1 (1894), 1980 verkauft an Rive-Bleue Express, nach dessen Liquidation 2005 an den Verein Historische Mittel-Thurgau-Bahn abgegeben, Weiterverkauf an Privat, abgestellt seit ca. 2014 im Locorama Romanshorn, desolater Zustand
- C2 25 (1892/1950), ehemals SiTB C 22, 1986 verkauft an Rive-Bleue Express, nach dessen Liquidation 2005 an die Zürcher Museums-Bahn (ZMB) abgegeben
- Br4 26 (1955/1987/1994), ehemals B 26, ehemals SBB B 20-33 024, ehemals SBB 5937, 2007 Verkauf an Verein RVT-Historique

#### Steuerwagen
- Bt 51 La Sihl (1960/2006), ehemals Sihltal-Zürich-Uetliberg-Bahn Bt 912, ursprünglich Uetlibergbahn Bt 17

#### Gütertriebwagen und Rangierlokomotiven

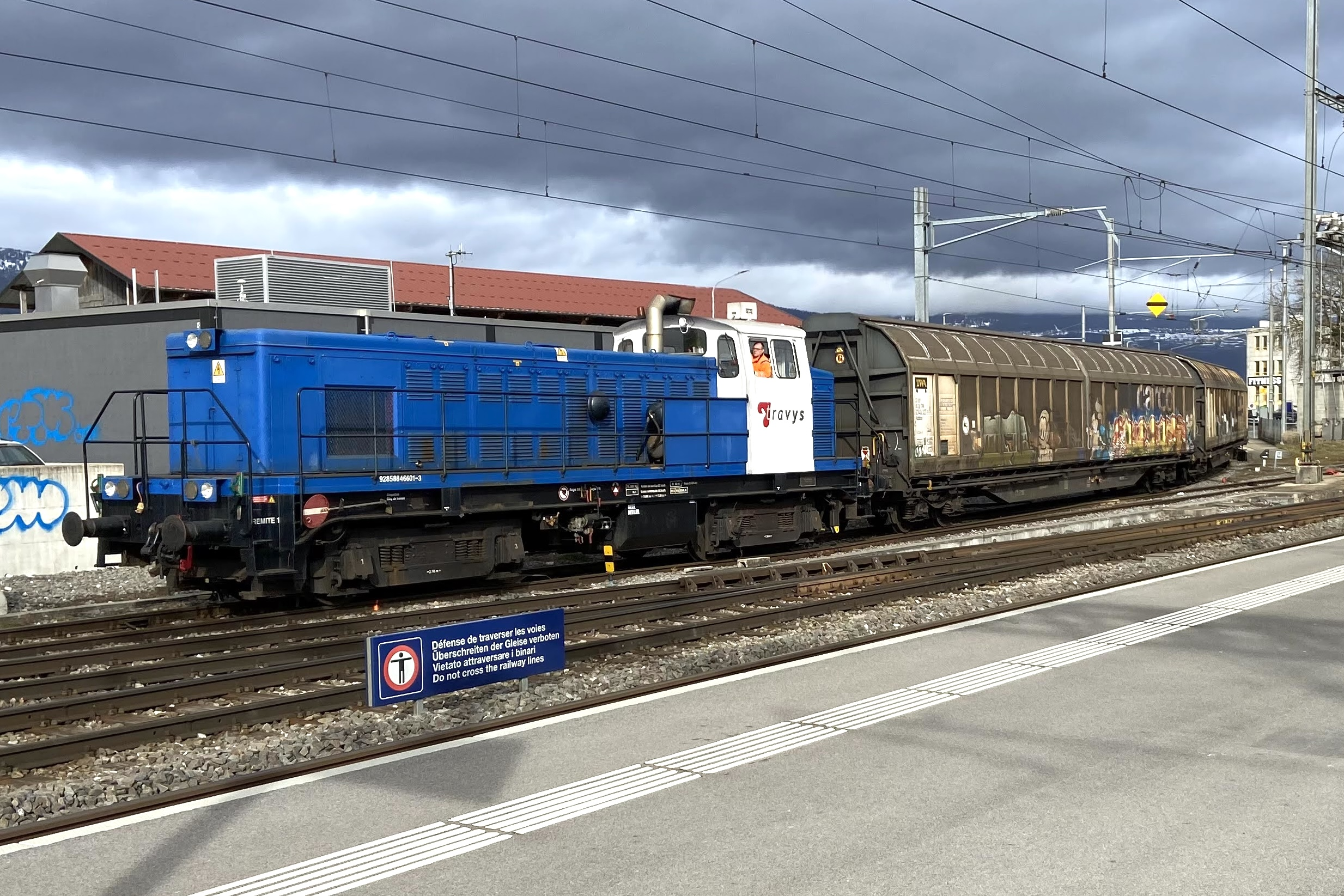
Travys Em 4/4 601 vor Güterzug im Bahnhof Chavornay, 2022

- Fe 2/2 31 (1894), ehemals Fe 2/2 1, 1947 abgebrochen
- De 2/2 32 (1902) SWS / MFO, 2020 an WAGI Museum Schlieren.
- De 2/2 33 (1921) SWS / MFO, 1987 verkauft an Rive-Bleue Express (REB), Einsatz auf einem Abschnitt der Tonkin-Linie, dort Packwagen, 2006 nach Achsschaden bei Überführungsfahrt zum neuen Besitzer der Zürcher Museums-Bahn (ZMB) abgebrochen
- Ee 2/2 1–2 (1970), Elektrolokomotive (vorgesehene Nummern Ee 927 601 und Ee 927 602)
- Em 3/3 3 (1985) Henschel DHG 700 C, Diesellokomotive (vorgesehene Nummer Em 837 603), Em 98 85 5837 803-6 CH-TVYS, Fabriknummer: 32724
- Am 4/4 706 (2004) Vossloh G 1000 BB, Diesellokomotive (vorgesehene Nummer Am 842 705-6), Am 98 85 5842 705-6 CH-TVYS, Fabriknummer: 5001533, 2016 von der 2015 stillgelegten Raffinerie Collombey (Tamoil RSO Services) übernommen
- Em 4/4[7] 601 (1960) Brissonneau & Lotz, Diesellokomotive, Em 92 85 8846 601-3 CH-TVYS, ehemals Scheuchzer Em 4/4 80 8597 70 002-6 Gazelle, ehemals SBB Em 4/4 1110, ursprünglich Bassin du Nord et du Pas-de-Calais
- Tm 238 305 (1965) Raco, 2000 von der Pont–Brassus-Bahn (PR) übernommen, 2006 Transfer unter der TRAVYS auf die Strecke Chavornay–Orbe, ursprünglich SBB Tm I 328

#### Dienstfahrzeuge
- X2 41 (1902), Lore für die Schneeräumung
- X2 42 (1948), Lore für Unkrautvertilgung
- X3 43 (1910/1970/1997), Begleitwagen zu Br 26, ehemals SBB-Mannschaftswagen (Rottenküche) X 40 85 96 32 237-5, ehemals SBB 95564

### Von den anschliessenden Industrieunternehmen eingesetzte Fahrzeuge

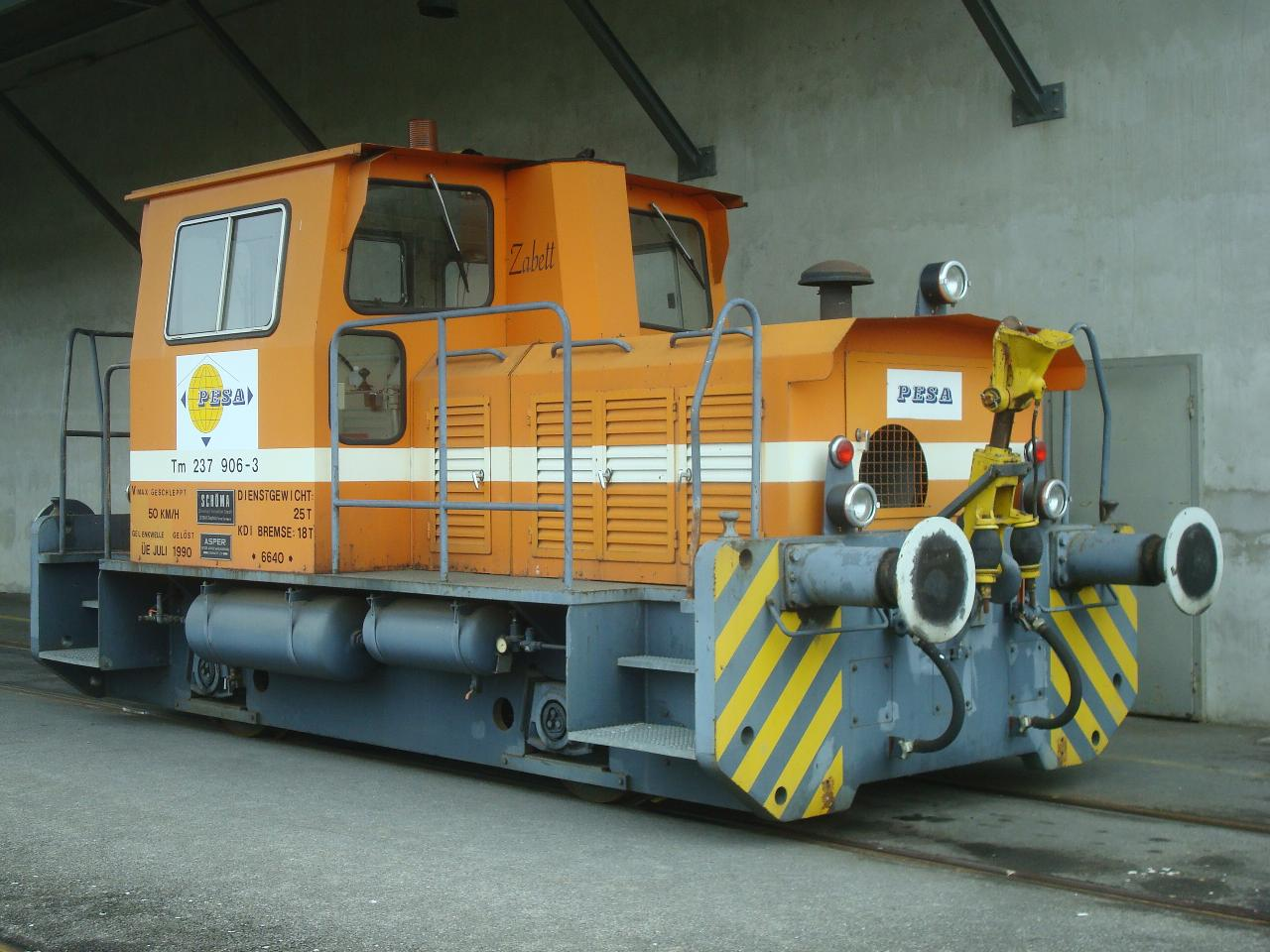
PESA Zabett, 2017

#### Port-franc et Entrepôts de Lausanne-Chavornay (PESA), Chavornay
Die Firma PESA ist ein Logistikdienstleister. Sie hat Lagerhäusern die auch als Zollfreilager genutzt werden und bietet für den nationalen wie auch internationalen Transport von Gütern Dienstleistungen an, inklusive Verzollung. Am Standort der PESA in Chavornay gibt es eine Schweizerische Inlandzollstelle.
- Tm 237 962-6 Zabett (1990) Schöma, Tm 98 85 5237 962-6 CH-TVYS diesel-hydraulische Werklokomotive, 2000 von Lipton-SAIS, Horn. Unterhalt durch die Werkstätte der OC beziehungsweise Travys in Orbe.[10]